# 颐和路历史文化街区

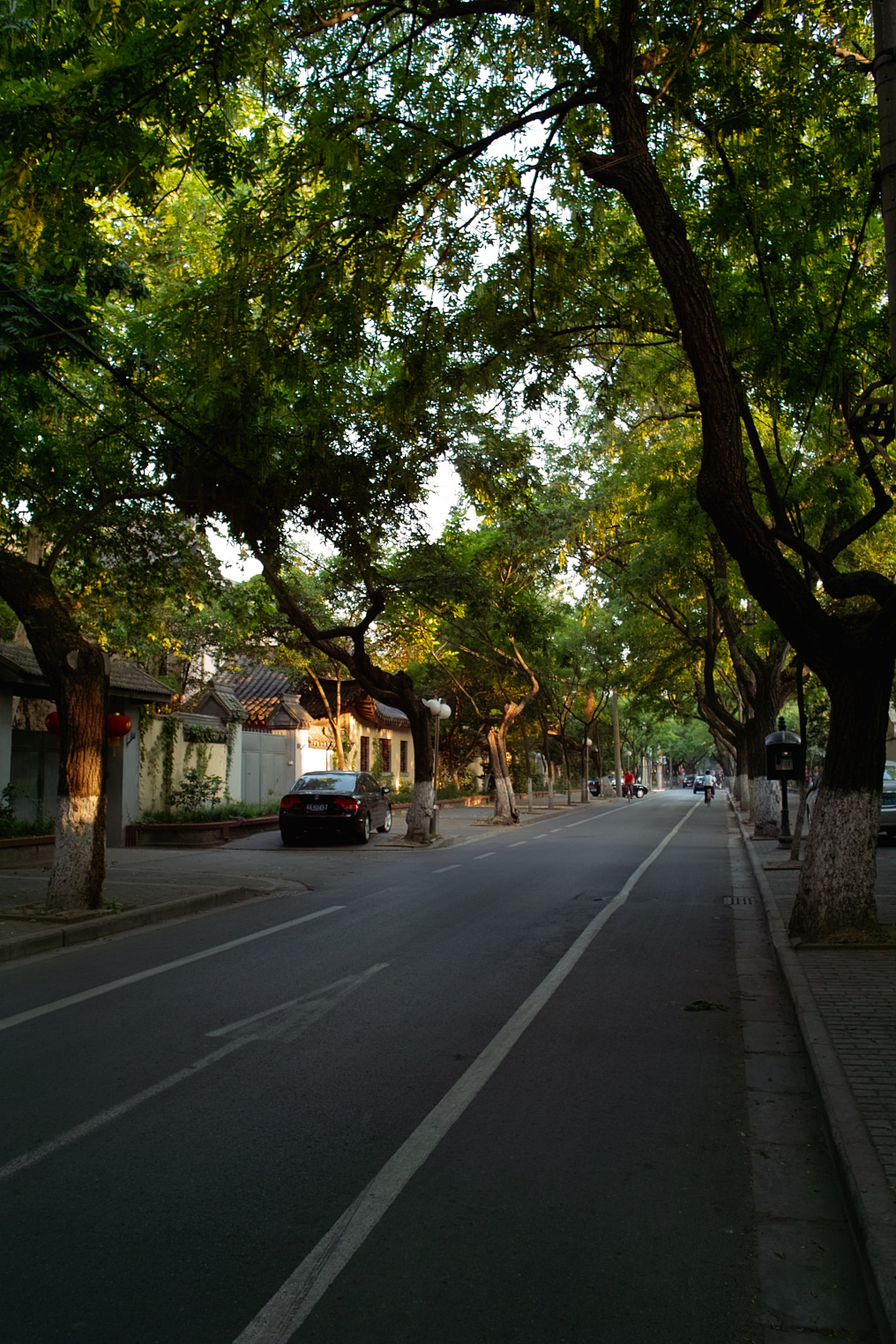
公馆区的宁海路

颐和路历史文化街区是中国江苏省南京市的一个历史文化街区，位于鼓楼区，其范围东到宁海路，西到西康路，南到北京西路，北到江苏路及宁夏路。
颐和路历史文化街区范围内包括十余条街道：

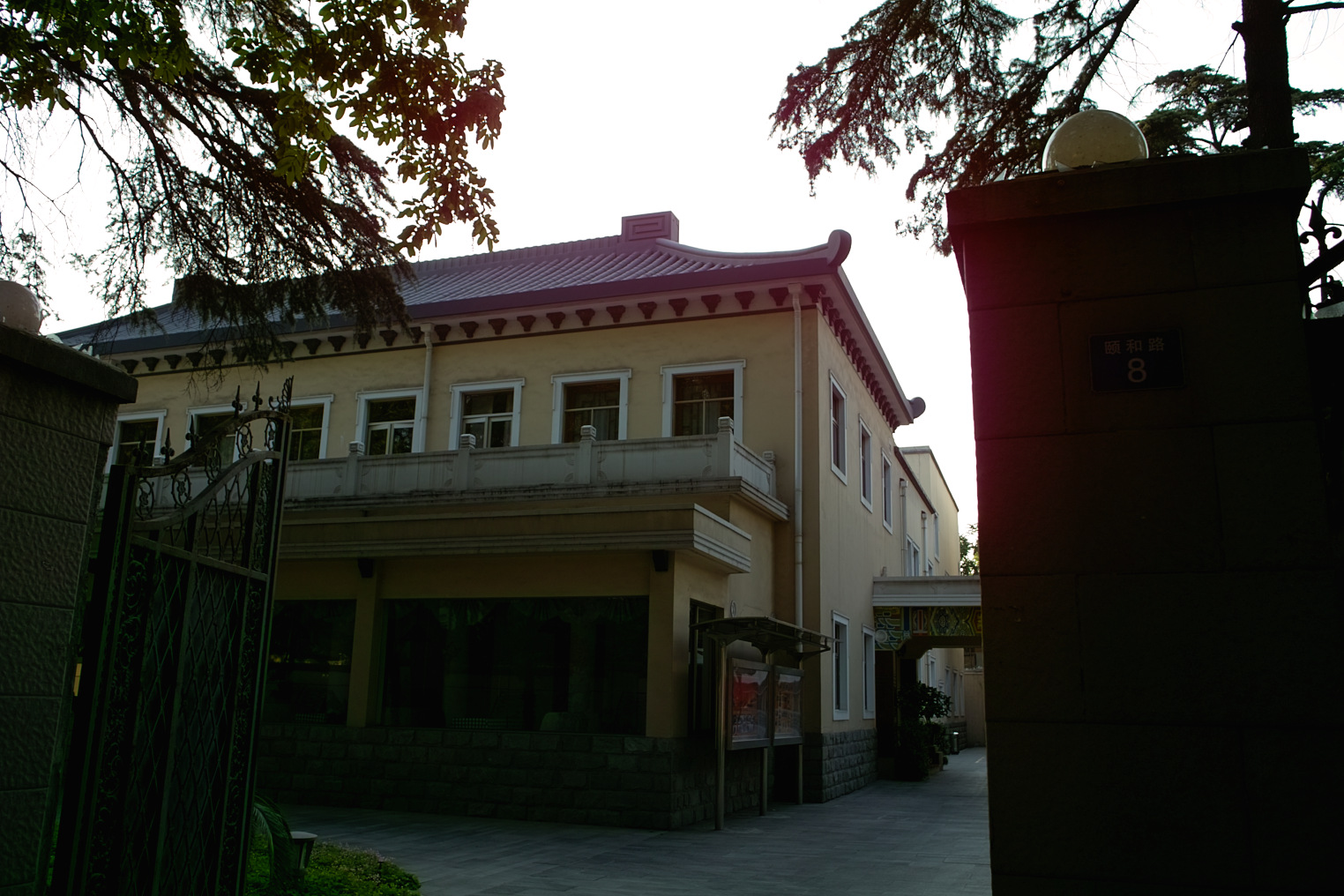
颐和路8号
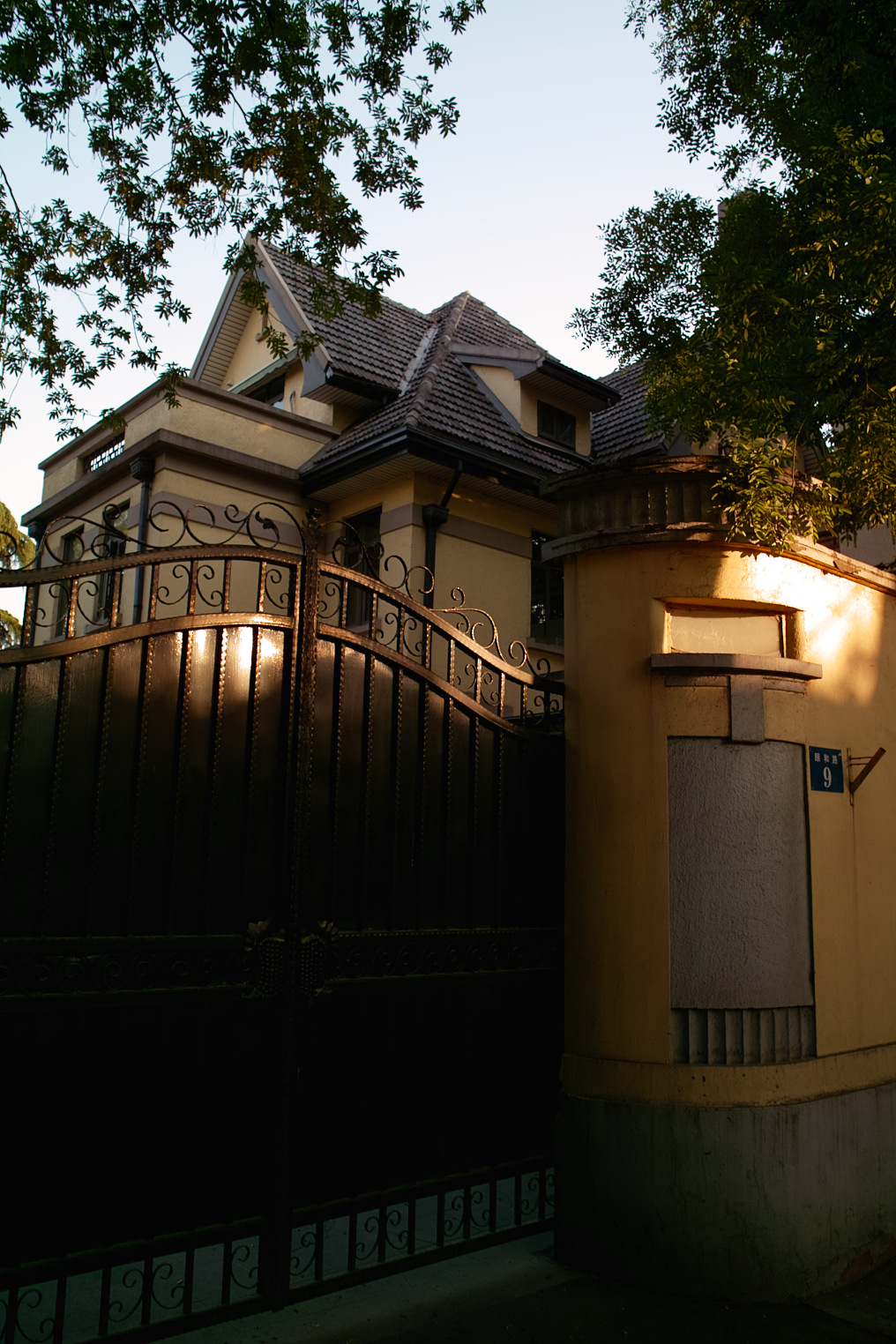
颐和路9号

1. 颐和路
2. 宁海路
3. 江苏路
4. 牯岭路
5. 莫干路
6. 普陀路
7. 灵隐路
8. 珞珈路
9. 赤壁路
10. 宁夏路
11. 琅琊路
12. 天竺路
13. 西康路
14. 北京西路

该片街区兴建于1930年代，是一片高级住宅区，大多为西式花园别墅，绿化良好，建筑密度很低，没有店铺，内部甚至长期不通公交，因此气氛颇为宁静。
颐和路历史文化街区范围内共有226栋历史建筑，包括国民政府党政军要员公馆、名人旧居，以及40多座外国驻华使馆，其中已有多座历史建筑被列为江苏省文物保护单位、南京市文物保护单位和鼓楼区文物保护单位。
- 颐和路8号
- 颐和路9号